# Vaso sacro
Con vaso sacro si intende un oggetto liturgico. I vasi sacri sono sostanzialmente due: 
- il calice, utilizzato per contenere il vino durante la Messa.
- la pisside, utilizzato per la conservazione delle ostie e la distribuzione di esse.